# Labradorski tok
Labradorski tok je počasen, mrzel severnoatlantski oceanski tok. Ta tok hladne površinske vode je usmerjen proti jugu vzdolž obale Labradorja in Nove Fundlandije. Kasneje se sreča s toplim Zalivskim tokom, ki je usmerjen proti severu. Na tej točki se hladna voda labradorskega toka spusti pod plast tople vode. 
Tok z letnimi časi spreminja svojo dolžino. Poleti sega le do Cape Coda v Massachusettsu v ZDA, pozimi pa se njegova pot podaljša proti jugi in lahko sega vse do Virginije. Z njim proti jugu potujejo tudi velike ledene gore. Velik vpliv ima Labradorski tok tudi na podnebje držav, ki ležijo vzdolž njegovega toka. New York, ki sicer leži na zemljepisni širini južne Italije ima zaradi vpliva tega mrzlega toka mnogo hladnejše podnebje od mest v Sredozemlju